# Vanderkloof
Vanderkloof este un oraș din provincia Northern Cape, Africa de Sud.